# Tedald
Tedald († 1085) war Erzbischof von Mailand von 1075 bis 1085.

## Frühes Leben
Tedald wurde in eine adlige Familie in Mailand geboren. Er trat in den Dienst von König Heinrich IV., der ihn in der Hofkapelle beschäftigte.

## Erzbischof von Mailand
Heinrich IV. ernannte Tedald 1075 zum Erzbischof von Mailand. Damit ignorierte er seine frühere Entscheidung zugunsten Gotofredo da Castagliones. Ebenso missachtete er damit den Anspruch des von Papst Gregors VII. vorgeschlagenen Kandidaten Atto, auf das Erzbistum. Die Suffraganbischöfe weihten Tedald zum Erzbischof.
Tedald wandte sich in freundschaftlicher Absicht in einem Brief an Papst Gregor, aber der Papst war nicht bereit, die königliche Investitur anzuerkennen. Am 8. Dezember verbot Gregor den Suffraganbischöfen des Erzbischofs, Tedald zu weihen, und lud ihn nach Rom ein, um über seine Ernennung Rechenschaft abzulegen. Der Papst betrachtete Tedald als Rebellen und Abtrünnigen und beschuldigte ihn, den Sitz des rechtmäßigen Erzbischofs Atto für sich zu beanspruchen. Tedald wurde zu einem unbekannten Zeitpunkt durch den Papst exkommuniziert.
Heinrich IV. machte seinen dreijährigen Sohn Konrad zu seinem Statthalter in Italien, bevor er Anfang 1077 nach Deutschland zurückkehrte. Bei derselben Gelegenheit ernannte der König Tedald und Denis, Bischof von Piacenza, zu Vormündern seines Sohnes. Tedalds Exkommunikation wurde auf den Fastensynoden von Rom in den Jahren 1078, 1079 und 1080 erneuert.
Tedald war einer der neunzehn italienischen Prälaten, die an der Synode teilnahmen, die Heinrich IV. am 25. Juni 1080 in Brixen abhielt. Die versammelten Prälaten erklärten die Wahl von Papst Gregor VII. dort für ungültig. Der Historiker David J. Hay vermutet, dass Tedald der Anführer der Koalition langobardischer Bischöfe war, die Mathilde von Toskana in der Schlacht von Volta Mantovana im Oktober 1080 besiegten.
Tedald starb am 25. Mai 1085 in Mailand (am selben Tag wie Papst Gregor VII.).